# Gurone d'Este
Gurone d'Este (... – Nonantola, 4 marzo 1484) è stato un religioso italiano.

## Biografia
È stato un figlio illegittimo di Niccolò III d'Este, Marchese di Ferrara, Modena e Reggio e della sua favorita Filippa della Tavola.
Canonico di Ferrara e protonotario apostolico, nel 1449 venne nominato da papa Nicola V Abate commendatario di Nonantola. Fu anche abate commendatario del monastero di Santa Maria di Gavello, di San Silvestro di Mantova e di Marola. Nel 1459 suo fratello Borso, duca di Ferrara, lo inviò ad assistere al Concilio di Mantova. Nel 1471 assistette a Roma all'incoronazione a duca di Borso d'Este.
Morì nel 1484.

## Discendenza
Gurone ebbe due figli naturali:
- Orsina, sposò Lucio Palagano di Trani
- Niccolò Maria (1450?-1507), vescovo di Adria

## Ascendenza
|                                                          |   |                    | Genitori       |  |  | Nonni |  |  | Bisnonni                               |  |  | Trisnonni                                   |  |
|                                                          |   |                    |                |  |  |       |  |  | Obizzo III d'Este, marchese di Ferrara |  |  | Aldobrandino II d'Este, marchese di Ferrara |  |
|                                                          |   |                    |                |  |  |       |  |  | Obizzo III d'Este, marchese di Ferrara |  |  | Aldobrandino II d'Este, marchese di Ferrara |  |
|                                                          |   | Alda Rangoni       |                |  |  |       |  |  | Obizzo III d'Este, marchese di Ferrara |  |  |                                             |  |
| Alberto V d'Este, marchese di Ferrara e Modena           |   |                    |                |  |  |       |  |  | Obizzo III d'Este, marchese di Ferrara |  |  |                                             |  |
|                                                          |   | Lippa Ariosti      | Iacopo Ariosti |  |  |       |  |  |                                        |  |  |                                             |  |
|                                                          |   | Lippa Ariosti      | Iacopo Ariosti |  |  |       |  |  |                                        |  |  |                                             |  |
|                                                          |   | Lippa Ariosti      | …              |  |  |       |  |  |                                        |  |  |                                             |  |
| Niccolò III d'Este, marchese di Ferrara, Modena e Reggio |   | Lippa Ariosti      |                |  |  |       |  |  |                                        |  |  |                                             |  |
|                                                          |   | Alberto Albaresani | …              |  |  |       |  |  |                                        |  |  |                                             |  |
|                                                          |   | Alberto Albaresani | …              |  |  |       |  |  |                                        |  |  |                                             |  |
|                                                          |   | Alberto Albaresani | …              |  |  |       |  |  |                                        |  |  |                                             |  |
| Isotta Albaresani                                        |   | Alberto Albaresani |                |  |  |       |  |  |                                        |  |  |                                             |  |
|                                                          |   | …                  | …              |  |  |       |  |  |                                        |  |  |                                             |  |
|                                                          |   | …                  | …              |  |  |       |  |  |                                        |  |  |                                             |  |
|                                                          |   | …                  | …              |  |  |       |  |  |                                        |  |  |                                             |  |
| Gurone d'Este                                            |   | …                  |                |  |  |       |  |  |                                        |  |  |                                             |  |
|                                                          | … | …                  |                |  |  |       |  |  |                                        |  |  |                                             |  |
|                                                          | … | …                  |                |  |  |       |  |  |                                        |  |  |                                             |  |
|                                                          | … | …                  |                |  |  |       |  |  |                                        |  |  |                                             |  |
| …                                                        | … |                    |                |  |  |       |  |  |                                        |  |  |                                             |  |
|                                                          |   | …                  | …              |  |  |       |  |  |                                        |  |  |                                             |  |
|                                                          |   | …                  | …              |  |  |       |  |  |                                        |  |  |                                             |  |
|                                                          |   | …                  | …              |  |  |       |  |  |                                        |  |  |                                             |  |
| Filippa della Tavola                                     |   | …                  |                |  |  |       |  |  |                                        |  |  |                                             |  |
|                                                          |   | …                  | …              |  |  |       |  |  |                                        |  |  |                                             |  |
|                                                          |   | …                  | …              |  |  |       |  |  |                                        |  |  |                                             |  |
|                                                          |   | …                  | …              |  |  |       |  |  |                                        |  |  |                                             |  |
| …                                                        |   | …                  |                |  |  |       |  |  |                                        |  |  |                                             |  |
|                                                          |   | …                  | …              |  |  |       |  |  |                                        |  |  |                                             |  |
|                                                          |   | …                  | …              |  |  |       |  |  |                                        |  |  |                                             |  |
|                                                          |   | …                  | …              |  |  |       |  |  |                                        |  |  |                                             |  |
|                                                          |   | …                  |                |  |  |       |  |  |                                        |  |  |                                             |  |